# Parameras De Blancas
Parameras De Blancas este o arie protejată (arie de protecție specială avifaunistică — SPA) din Spania întinsă pe o suprafață de 4.032,99 ha, integral pe uscat.

## Localizare
Centrul sitului Parameras De Blancas este situat la coordonatele 40°50′38″N 1°28′47″W / 40.8438°N 1.4797°V.

## Înființare
Situl Parameras De Blancas a fost declarat arie de protecție specială avifaunistică în iulie 2001 pentru a proteja 38 de specii de animale.

## Biodiversitate
Situată în ecoregiunea mediteraneană, aria protejată nu include niciun habitat protejat.
La baza desemnării sitului se află mai multe specii protejate de  păsări (38): ciocârlie-de-câmp (Alauda arvensis), fâsă-de-câmp (Anthus campestris), fâsă de luncă (Anthus pratensis), lăstunul mare (Apus apus), acvilă de munte (Aquila chrysaetos), pasărea ogorului (Burhinus oedicnemus), ciocârlie-cu-degete-scurte (Calandrella brachydactyla), Chersophilus duponti, erete de stuf (Circus aeruginosus), erete vânăt (Circus cyaneus), erete cenușiu (Circus pygargus), prepeliță (Coturnix coturnix), cuc (Cuculus canorus), lăstun de casă (Delichon urbica), șoim de iarnă (Falco columbarius), Falco naumanni, șoimul rândunelelor (Falco subbuteo), cinteză (Fringilla coelebs), Galerida theklae, vulturul pleșuv sur (Gyps fulvus), rândunică (Hirundo rustica), ciocârlie de pădure (Lullula arborea), privighetoare (Luscinia megarhynchos), ciocârlie de bărăgan (Melanocorypha calandra), gaia neagră (Milvus migrans), gaia roșie (Milvus milvus), codobatura galbenă (Motacilla flava), pietrar mediteranean (Oenanthe hispanica), pietrar sur (Oenanthe oenanthe), dropie (Otis tarda), Pterocles orientalis, Pyrrhocorax pyrrhocorax, mărăcinar (Saxicola rubetra), turturică (Streptopelia turtur), Sylvia conspicillata, silvie de tufiș (Sylvia undata), spârcaci (Tetrax tetrax), pupăză (Upupa epops).
Pe lângă speciile protejate, pe teritoriul sitului au mai fost identificate 2 specii de plante, 18 specii de păsări, 2 specii de amfibieni, 3 specii de mamifere, 1 specie de reptile.